# José Manuel Díaz Gallego
José Manuel Díaz Gallego (Jaén, 18 de enero de 1995) es un ciclista español que milita en las filas del conjunto Burgos Burpellet BH.
Destacó  amateur ganando en 2016 el Memorial Valenciaga.
El 15 de septiembre de 2024, se coronó como el primer campeón del Campeonato de España de Grava, tras imponerse en una carrera de 135 km celebrada en Santo Domingo de Silos, Burgos, superando a Alejandro Valverde y Sergio Mantecón en los últimos kilómetros del evento.

## Palmarés

### Ruta
2020
- 1 etapa del Tour de Ruanda[3]

2021
- Tour de Turquía, más 1 etapa[4]

2023
- 1 etapa del Trofeo Joaquim Agostinho

### Grava
2024
- Campeonato de España

## Resultados en Grandes Vueltas
| Carrera | Carrera         | 2017 | 2018 | 2019 | 2020 | 2021 | 2022 | 2023 | 2024 |
| ------- | --------------- | ---- | ---- | ---- | ---- | ---- | ---- | ---- | ---- |
|         | Giro de Italia  | —    | —    | —    | ―    | —    | —    | —    | —    |
|         | Tour de Francia | —    | ―    | —    | —    | —    | ―    | —    | —    |
|         | Vuelta a España | —    | ―    | —    | ―    | ―    | 43.º | 64.º | —    |

—: no participa

Ab.: abandono

## Equipos
- Israel Cycling Academy[5]  (2017-2018)
- Team Vorarlberg-Santic[6] (2019)
- Delko[7][8] (2020-2021)
  - NIPPO DELKO One Provence (2020)
  - Team Delko (2021)
- Gazprom-RusVelo[9] (2022)
- Burgos-BH[10] (2022-)
  - Burgos-BH (2022-2024)
  - Burgos Burpellet BH (2025-)